# Vanzosaura rubricauda
Espèce
Synonymes
- Gymnophthalmus rubricauda Boulenger, 1902

Vanzosaura rubricauda est une espèce de sauriens de la famille des Gymnophthalmidae.

## Répartition
Cette espèce se rencontre :
- en Argentine dans les provinces de Salta, de Tucumán, de Santiago del Estero, de Catamarca, de Córdoba et de La Rioja ;
- au Paraguay ;
- en Bolivie dans les départements de Beni, de Cochabamba, de Santa Cruz et de Tarija ;
- au Brésil dans les États de Bahia, du Pernambouc et du Ceará.

## Étymologie
Le nom spécifique rubricauda vient du laruber, rouge, et de caudus, la queue, en référence à l'aspect de cette espèce.

## Publication originale
- Boulenger, 1902 : List of the fishes, batrachians, and reptiles collected by the late Mr. P. O. Simons in the Provinces of Mendoza and Cordova, Argentina. Annals and Magazine of Natural History, sér. 7, vol. 9, no 53, p. 336-339 (texte intégral).